# Raymond Scott
Raymond Scott (eigentlich Harry Warnow, * 10. September 1908 in New York City; † 8. Februar 1994 in North Hills, Los Angeles) war ein US-amerikanischer Komponist, Bandleader, Pianist und Erfinder von elektronischen Musikinstrumenten.
Er wurde in Brooklyn als Sohn russisch-jüdischer Immigranten geboren. Sein älterer Bruder Mark Warnow, Dirigent, Geiger und Musikdirektor des Radioprogramms „Your Hit Parade“, förderte seine musikalische Karriere.
Seine Musik ist einem Millionenpublikum als Hintergrundmusik für Zeichentrickfilme bekannt, da sie von Warner Brothers für über 120 klassische Bugs-Bunny- und Daffy-Duck-Filme adaptiert wurde. Scotts Melodien waren auch in zwölf Ren-und-Stimpy-Episoden zu hören (in der Originalversion), während andere in Die Simpsons, Duckman, Animaniacs, The Oblongs und Batfink zitiert wurden. Seine Komposition „Powerhouse“ ist nicht nur in mehr als 40 Zeichentrickfilmen zu hören, sondern auch in dem Spielfilm Looney Tunes: Back in Action (2003). Scott hat jedoch nie mit dieser Absicht komponiert (ausgenommen drei Werbejingles).

## Frühe Karriere
1931 graduierte Scott von der Juilliard School of Music, wo er Klavier, Musiktheorie und Komposition studiert hatte. Er begann seine berufliche Karriere als Pianist der CBS-Radio-Hausband. 1936, während er für CBS arbeitete, gründete er mit einigen Kollegen das „Raymond Scott Quintette“ (seine Schreibweise). Es waren zwar sechs Musiker, aber Scott fand, dass das Wort Quintette „knackiger“ klang und „Sextett“ von der Musik ablenkte. Das Quintette versuchte, den Swing zu beleben, durch dichte, abwechslungsreiche Arrangements und weniger Improvisationen. Scott nannte seinen Stil „beschreibenden Jazz“ und gab seinen eigenwilligen Stücken ungewöhnliche Namen, wie „New Year's Eve in a Haunted House“ („Silvester im Geisterhaus“), „Dinner Music for a Pack of Hungry Cannibals“ („Dinner-Musik für eine Meute hungriger Kannibalen“; 1993 auch vom Kronos Quartet aufgenommen) und „Reckless Night on Board an Ocean Liner“ („Wilde Nacht an Bord eines Ozeandampfers“). Er hatte Erfolg beim Publikum, wurde jedoch von den Jazzkritikern abgelehnt.

## Arbeitsweise
Scott war überzeugter Anhänger das Komponierens und Musizierens „nach Gehör“. Er komponierte nicht auf Notenpapier, sondern „auf seiner Band“ – indem er seinen Mitspielern Phrasen vorsummte oder Riffs und Rhythmen auf dem Klavier vorspielte und erwartete, dass sie seine Hinweise verstanden. Nichts wurde aufgeschrieben, einen Vorgang, den Scott „Kopf-Arrangement“ nannte. Scott, der auch ein guter Toningenieur war, nahm alle Proben auf, nahm die Schallfolien mit nach Hause und überarbeitete sie, änderte die Abfolge, löschte, und fügte ein, um die gewünschte Komposition zu erreichen. Während der Entwicklung eines Stückes durften die Musiker noch improvisieren, nach Abschluss dieser Phase war alles relativ festgelegt und nur noch wenige Improvisationen erlaubt – was viele Jazzpuristen und -kritiker ablehnten. Scott hat sich beim Komponieren gerne an klassische Motive angelehnt, was ihm den Zorn einiger ernsthafter Musikautoritäten eintrug, die solche Machenschaften als „Trivialisierung der Klassiker“ zurückwiesen. Das Publikum, das seine Platten millionenfach kaufte, ließ dieser Zwist kalt.

## Big Band
Das Raymond Scott Quintette existierte von 1937 bis 1939 und hatte zahlreiche Verkaufserfolge, darunter „Twilight in Turkey“, „In An Eighteenth Century Drawing Room“, „Powerhouse“ und „The Penguin.“ 1939 suchte Scott eine neue Herausforderung in der Swing-Ära und erweiterte das Sextett zu einer Bigband, u. a. mit dem Bassisten Chubby Jackson. Sowohl ihre Platten als auch die Konzertreisen waren ein Erfolg. Als Scott 1942 zum Musikdirektor vom CBS-Radio ernannt wurde, schrieb er Geschichte, indem er die damaligen „Rassenschranken“ durchbrach und das erste gemischte Radioorchester der USA zusammenstellte. Er engagierte einige der heißesten schwarzen Jazz-Schwergewichte seiner Zeit, wie den Saxophonist Ben Webster, den Trompeter Charlie Shavers und den Drummer Cozy Cole.

## Die Cartoon-Connection
Nicht nur komponierte Scott nie für Cartoons, er sah sie auch nie. Sein unbeabsichtigter Ruhm als „der Mann, der die Cartoons zum Swingen brachte“ begann 1943, als Scott seine Verwertungsrechte an Warner Brothers verkaufte. Carl Stalling, Musikdirektor von Warners Looney Tunes und Merrie Melodies, durfte alles aus dem Warner-Musikkatalog verwenden und begann sofort damit, seine Arrangements mit Scott-Zitaten zu würzen.
Neben seinen bekannten Zeichentrick-Melodien gehört „The Toy Trumpet“ („Die Spielzeug-Trompete“) zu Scotts bekanntesten Kompositionen. Im Film Rebecca of Sunnybrook Farm von 1938 singt Shirley Temple eine Version des Liedes mit Text. Ein anderer Dauerbrenner ist „In An Eighteenth-Century Drawing Room“, eine Swing-Adaption des ersten Themas von Mozarts Klaviersonate in C-Dur, KV 545.

## Broadway
1946 wurde das Musical Lute Song, für das Scott die Komposition und die Instrumentation gemacht hatte, am Broadway produziert. Es enthält Scotts wohl eingängigsten und meist-gecoverten Popsong „Mountain High, Valley Low“, u. a. interpretiert von Eartha Kitt, John Anderson, Percy Faith und Dinah Shore.

## Elektronische Periode
Scott, der in Brooklyn eine technische High School besucht hatte, war einer der ersten Pioniere der elektronischen Musik und ein wagemutiger Toningenieur. In den 30ern und 40ern war er manches Mal mehr im Kontrollraum, um den Sound (mit teils revolutionären Mitteln) zu regeln, als seinen Bandleader-Pflichten nachzukommen. 1946 gründete Scott Manhattan Research, Inc., um „elektronische Musikgeräte und -systeme zu entwerfen und herzustellen“. Robert Moog, Erfinder des Moog-Synthesizers, traf Scott in den 1950ern, entwickelte Schaltkreise für ihn in den 60ern und nannte ihn einen wichtigen Einfluss. Scott entwarf nicht nur neuartige Musikinstrumente wie das Clavivox und das Electronium, sondern nahm auch rein elektronische Schallplatten auf, so 1963 die Alben „Soothing Sounds for Baby“ (Vol.1: 0-6 Monate, Vol.2: 6-12 Monate, Vol.3: 12-18 Monate). Scotts Absicht war, Wiegenlieder zu komponieren, doch heutige Zuhörer erinnert die Musik eher an die Ambient-Musik, die Mitte der 1970er von Tangerine Dream, Brian Eno u. a. eingespielt wurde. Das Billboard-Magazin schrieb über „Soothing Sounds for Baby“: „Astoundingly ahead-of-their-time examples of inspired and impeccably recorded electronic music. Predating by more than a decade such innovators as Brian Eno and Kraftwerk“. DJ Spooky sagte „I look to Raymond Scott as one of the originators of a techno aesthetic.“
In den späten 1940ern begann Scott, wie gleichzeitig Les Paul mit seiner Frau Mary Ford, von der Sängerin Dorothy Collins (später seine zweite Ehefrau) eingesungene Popsongs mit einem Mehrspurrekorder im Multitracking-Verfahren aufzunehmen. Die veröffentlichten Schallplatten waren aber nicht so erfolgreich wie die von „Les and Mary“. Für kurze Zeit hatte Scott sein eigenes Label, „Master Records“. Weiters entwickelte er 1948 einen elektromechanischen Klangeeffektgenerator namens „Karloff“.
Als 1949 sein Bruder Mark starb, übernahm er dessen Posten als Bandleader bei der beliebten Radiosendung „Your Hit Parade“. Im Folgejahr wechselte die Show ins Fernsehen und Scott blieb ihr Bandleader bis 1957. Diese Position war zwar gut bezahlt, Scott sah sie aber immer als reinen Broterwerb an und steckte die Gagen in die Forschung und Entwicklung seiner elektronischen Musik. Er baute einige der ersten Geräte, die eine Sequenz von Tönen automatisch abspielen konnten. Später bezeichnete er sich als Erfinder des Sequenzers, wenn seine elektro-mechanischen Geräte auch keine Ähnlichkeit mehr mit den vollelektronischen der späten 60er haben. Er begann mit der Arbeit an einer Maschine, die selbstständig komponieren konnte und die er später „The Electronium“ nannte.
In der zweiten Hälfte der 1960er zog Scott sich immer mehr aus der Öffentlichkeit zurück; er sprach nicht über seine Erfindungen, gab kaum Interviews und nahm keine Platten auf. In seinem Bekanntenkreis fanden sich immer weniger Musiker und immer mehr Elektrotechniker. Einer seiner damaligen Freunde war der spätere Muppet-Show-Erfinder Jim Henson, für dessen „Muppet“-Vorläufer Scott elektronische Soundtracks komponierte und einspielte.
1969 hörte Motown-Chef Berry Gordy von diesem verrückten Wissenschaftler und besuchte Scott in seinem Labor auf Long Island, um das Electronium in Aktion zu sehen. Beeindruckt von dessen unzähligen Möglichkeiten engagierte Gordy ihn 1971, um die Forschungsabteilung von Motown in Los Angeles zu leiten. Diese Position hielt Scott bis 1977. Es konnten bisher jedoch keine Motown-Aufnahmen eindeutig identifiziert werden, bei denen Scotts elektronische Erfindungen zum Einsatz kamen.
Danach war Scott mehr oder weniger arbeitslos, jedoch alles andere als untätig. Er verbesserte seine Erfindungen, integrierte auch Computer und primitive MIDI-Geräte.
Später erlitt er mehrere Herzinfarkte, hatte kaum noch Geld und war irgendwann so gut wie vergessen. 1987 erlitt Scott einen schweren Schlaganfall, nach welchem er weder arbeiten noch sprechen konnte. Die meisten Platten waren vergriffen, seine elektronischen Instrumente veraltet und der Geldstrom aus Tantiemen versiegte.

## Wiederentdeckung
Das Blatt wendete sich 1992, als mit Reckless Nights and Turkish Twilights die erste CD-Compilation mit Stücken von Scotts bahnbrechendem Sechs-Mann-Quintett erschien. Ebenfalls in den frühen 1990er Jahren begann John Kricfalusi, seine „Ren und Stimpy“-Cartoons mit Aufnahmen des Scott-Quintettes aufzupeppen. In den späten 1990ern nahm die niederländische Gruppe „Beau Hunks“ zwei Alben mit Scotts Musik auf. Der polnische Jazzpianist Vladislav Sendecki veröffentlichte 2005 das Album „A Tribute to Raymond Scott“. Weitere Künstler, die Scotts Musik gesamplet oder remixed haben, sind Gorillaz, J Dilla, Madlib und El-P.
Scotts Stück „Powerhouse“ wurde in den letzten Jahren besonders häufig verwendet, u. a. vom Jazz-Klarinettisten Don Byron, der Rock-Band Rush, den Indie-Bands They Might Be Giants, Steroid Maximus (J. G. Thirlwell) und Devo und vielen anderen. Die Kreditkarten-Firma VISA nutzte das Stück 2006 für einen Werbespot.
Der Filmkomponist Mark Mothersbaugh, zuvor bekannt als Sänger der Band Devo, kaufte 1996 Scotts defektes Electronium, um es wieder instand zu setzen, bisher jedoch ohne Erfolg.

## Privatleben
Raymond Scott war ab Januar 1967 mit Mitzi Scott (* als Mathilde Waldman am 18. Juli 1918 in New York City, † 3. Mai 2012 in Santa Clarita, CA) verheiratet, mit der er in Farmingdale, Long Island, im Industriegelände Willow Park lebte. Dort hatte Scott ein größeres Anwesen gemietet und einen Wohn- und Studiobereich eingerichtet. Mitzi organisierte die Verwaltung von Scotts Geschäften, als er seine elektronischen Instrumente und das Electronium entwickelt hatte. Nachdem Scott 1971 von Berry Gordy zum Motownlabel geholt wurde, zog das Paar nach Los Angeles, wo Mitzi logistische Aufgaben wahrnahm.

## Filmmusik
Die folgenden Filme enthalten Aufnahmen und/oder Kompositionen von Raymond Scott:
- Denen ist nichts heilig (1937)
- Ali Baba geht in die Stadt (1938)
- Happy Landing (1938)
- Rebecca of Sunnybrook Farm (1938)
- Just Around the Corner (1938)
- Sally, Irene and Mary (1938)
- Rhythm in the Ranks (1941)
- Bells of Rosarita (1945)
- Not Wanted (1949)
- The West Point Story (1950)
- Immer Ärger mit Harry (1955)
- Never Love a Stranger (1957)
- The Pusher (1960)
- Süchtig (Clean and Sober) (1988)
- Liebling, ich habe die Kinder geschrumpft (1989)
- Search and Destroy (1995)
- Funny Bones – Tödliche Scherze (1995)
- Lulu on the Bridge (1998)
- Looney Tunes: Back in Action (2003)
- Starsky & Hutch (2004)

## Diskografie
- Manhattan Research Inc.
- Microphone Music
- One Touch of Venus & Lute Song
- Reckless Nights and Turkish Twilights
- Rock 'n' Roll Symphony
- Soothing Sounds for Baby 1 – 3
- Toonerville Trolley 1940–44
- Raymond Scott: 1948–1949: Ectoplasm (mit Jerry Colonna, Pete Pumiglio, Dave Harris, Dave Wade, Lou Shoobe, Johnny Williams)
- Raymond Scott & Secret 7: The Unexpected (1960, mit Harry Sweets Edison, Sam Taylor, Eddie Costa, Wild Bill Davis, Kenny Burrell, Milt Hinton, Elvin Jones sowie Toots Thielemans, Dorothy Collins)
- Three Willow Park: Electronic Music from Inner Space 1961–1971

### Scott-Kompositionen interpretiert von heutigen Formationen
- A Tribute to Raymond Scott The Beau Hunks Sextette
- Chesterfield Arrangements 1937–1938 von Metropole Orchestra & Beau Hunks Saxtette
- Classical A-Go-Go von Frankenstein Consort
- Kodachrome von Metropole Orchestra
- Powerhouse von Raymond Scott Project
- Pushbutton Parfait von Raymond Scott Orchestrette (2002)